# Distrikt Lonya Chico
Der Distrikt Lonya Chico liegt in der Provinz Luya der Region Amazonas in Nord-Peru. Der Distrikt hat eine Fläche von 83,82 km². Der Distrikt wurde am 5. Februar 1861 offiziell gegründet und hatte beim Zensus 2017 eine Bevölkerung von 842 Einwohnern. Die Distriktverwaltung befindet sich in Lonya Chico. Das Dorffest wird am Tag der heiligen Luzia begangen, dem 15. August.

## Geographische Lage
Lonya Chico grenzt im Norden an den Distrikt Luya, im Südosten an die Provinz Chachapoyas, Im Süden an den Distrikt Inguilpata, im Westen an den Distrikt Ocallí und im Nordwesten an den Distrikt Conila.